# 1996年新加坡
|        | 新加坡歷史 |
| 世紀： | 19世紀新加坡 \| 20世紀新加坡 \| 21世紀新加坡                                                                                                 |
| 年代： | 1960年代新加坡 \| 1970年代新加坡 \| 1980年代新加坡 \| 1990年代新加坡 \| 2000年代新加坡 \| 2010年代新加坡 \| 2020年代新加坡                   |
| 年份： | 1992年新加坡 \| 1993年新加坡 \| 1994年新加坡 \| 1995年新加坡 \| 1996年新加坡 \| 1997年新加坡 \| 1998年新加坡 \| 1999年新加坡 \| 2000年新加坡 |
| 紀年： | 丙子年（鼠年）、新加坡开埠177周年、新加坡独立31周年                                                                                          |

下表整理了1996年新加坡發生的事件，包括政府主要官员、各月大事记和当年出生及逝世的人物。

## 领导人
- 總統：王鼎昌
- 總理：吳作棟

## 大事記

### 1月
- 1月1日：舊有的國民身份証失效，不能再於新加坡境內用作居民識別。[1]
- 1月2日：陆路交通管理局發佈《世界級陸路交通系統白皮書》（White Paper on A World Class Land Transport System），當中提出了一些方案以改善新加坡的陸路交通。
- 1月19日：陸路交通管理局宣佈興建新加坡地铁东北线，原訂2002年10月完工[2]，後因自動化系統問題而延至2003年6月20日啟用。
- 1月20日：新加坡美术馆正式啟用。[3]

### 2月
- 2月2日：海事部（隸屬現通訊及新聞部）、國家海事局及前新加坡港務局（PSA）規管部合併成為新加坡海事及港务管理局（英语：Maritime and Port Authority of Singapore），有助精簡航运事務。[4]
- 2月9日：淡滨尼广场（英语：Tampines Mall）正式開幕。[5]
- 2月10日：

- 新加坡地铁南北线兀蘭支線啟用。同日宣佈武吉班讓輕軌計劃，預計1999年竣工；而波那維斯達輕軌則因項目不可行（即使是採用一個新的撥款安排）而擱置。
- 兀蘭區域性巴士轉乘站啟用，成為新加坡首個地下巴士轉乘站。

### 3月
- 3月4日：據傳媒報道，20（12英里）長的新加坡地铁东北线將會設有16個車站。工程會於1997年年中展開，並於2002年完工。當中13個車站會於開通時同步啟用，而信立（現波東巴西）、兀里及榜鵝等3站則需留待車站鄰近地方發展方會啟用。[7]
- 3月5日：新加坡伽瑪刀中心（英语：Singapore Gamma Knife Centre）正式啟用。作為一私營設施，該中心利用伽瑪刀（英语：Gamma knife）進行腦部手術，相對於傳統腦部手術有助減輕患者痛楚，亦為一個較為安全的替代方法。[8]
- 3月16日：八達巴士引入之首部铰接巴士正式投入服務。[9]
- 3月22日：新加坡第三間互联网服务供应商星和电信有限公司正式推出其互聯網服務。[10]

### 4月
- 4月1日：國家生產力局（NPB）、新加坡标准和工业研究所（SISIR）及經濟發展局（EDB）中小企發展組合併成為標新局（Singapore Productivity and Standards Board，現稱「SPRING Singapore（英语：SPRING Singapore）」）。該局旨在促進當地生產力及經濟增長。[11]
- 4月6日：鹰阁医院（英语：Gleneagles Hospital）正式啟用。[12]
- 4月14日：新加坡超級足球聯賽（時稱「S.League」）正式成立。[13]

### 5月
- 5月2日：通過《預設醫療指示法》（Advanced Medical Directive Act），該法案容許民眾簽署預設醫隙指示同意放棄繼續接受治療，於1997年生效。[14]
- 5月11日：政府宣佈為增加電訊業界的競爭性，會於2000年結束新加坡电信在流動電話網絡市場的壟斷局面。[15]
- 5月21日：國會就内阁资政李光耀涉嫌貪污受賄一事進行辯論。[16]

### 6月
- 6月20日：National Youth Centre and Youth Park正式啟用。[17]
- 6月24日：新加坡华乐团（英语：Singapore Chinese Orchestra）成立，為新加坡第二個成立之樂團。[18]

### 7月
- 7月1日：国家公园管理局成立，以「花園中的城市」（"City in a Garden"）為願景。
- 7月5日：马来西亚首相马哈迪·莫哈末提出以全新桥梁取代新柔长堤的建议[19]。
- 7月12日：為配合流動通訊民主化，國會通過撥款15億新加坡元以幫助新加坡电信儘早結束其壟斷局面。[20]
- 7月20日：新加坡樟宜机场第二搭客大厦的全新突堤碼頭啟用。[21]
- 7月24日：公佈「Tourism 21」方案。[22]

### 8月
- 8月：Lot One（英语：Lot One）正式對外開放。
- 8月11日：濱海藝術中心正式動工，該建築將加強新加坡的藝術發展。[23]
- 8月18日：

- 於榜鵝的發展計劃正式定名為「Punggol 21」。該城鎮將包含住宅區，並透過一個輕軌系統將不同的集群社區連結。然而，受1997年亞洲金融風暴影響，置業需求減少加上施工困難對項目團隊構成困擾，計劃最終更因此無疾而終。
- 同日，社区发展理事会（CDCs）正式宣佈成立，翌年排名第9。

### 9月
- 9月3日：淡滨尼高速公路二期啟用。
- 9月27日：盛港輕軌計劃在武吉班讓輕軌的動工儀式上曝光，後者預計於1999年完工。[26]
- 9月28日：「Opera Estate Drainage Scheme」的相關工程動工，以紓緩有關地區的水浸問題，目標於2000年完成。[27]

### 10月
- 10月18日：位於武吉巴督的聖路加醫院（英语：St Luke's Hospital, Singapore）正式啟用，成為新加坡首間專門服務長者的醫院。該院亦提供住院復康設施及長期住院護理服務。[28]
- 10月19日：廣東民警署大廈（Police Cantonment Complex）動工。該大廈將備有先進設施，而中央肅毒局、刑事偵緝處（英语：Criminal Investigation Department (Singapore)）及中区警区（英语：Central Police Division）亦會遷至該處，以加強各部門之間的合作；同時亦保留具歷史意義的美以美女校（英语：Methodist Girls' School, Singapore）作為防罪及禁毒教育暨展覽中心，並興建有蓋行人通道以保持環境舒適。該大廈於2001年竣工。[29]

### 11月
- 11月8日：新加坡电信於淡滨尼的數據中心Telepark啟用，為當時最先進的電訊設施。[30]
- 11月15日：宣佈落實樟宜機場鐵路支線（CGL），為新加坡樟宜机场服務，並於將來新增另一個車站。該支線預計於2001年竣工。[31]
- 11月16日：Selegie Arts Centre正式啟用。[32]
- 11月23日：新加坡知新館（英语：S'pore Discovery Centre）正式啟用。[33]
- 11月26日：CashCard（英语：NETS (company)#CashCard）正式推出。[34]

### 12月
- 12月：东福坊（英语：Eastpoint Mall, Singapore）正式對公眾開放。
- 12月2日：政府宣佈興建新加坡樟宜机场三號航廈，以提升該機場接待旅客的能力，原訂於2004年完工，但由於工程期間發生數宗嚴重事件而令整項計劃延誤，最終於2008年1月9日投入服務。計劃中亦提出興建一幢旅客留宿的機場旅館，即現時的樟宜機場皇冠假日酒店。[35]
- 12月5日：新加坡复员技训企业管理局（英语：Singapore Corporation of Rehabilitative Enterprises）（SCORE）諮詢中心正式啟用（實於1995年已經投入運作），目的旨在幫助吸毒人士戒毒。[36]
- 12月9-13日：1996年世界貿易組織部長級會議於新加坡舉行，為首次舉行的部長級會議（英语：Ministerial Conference）。[37]
- 12月23日：是日為1997年新加坡大選（英语：1997 Singapore general election）提名日。人民行动党獲得47個自動當選的席位，重執國家大權。[38]

### 日期不詳
- Van Kleef Aquarium（英语：Van Kleef Aquarium）關閉。[39]

## 出生
出生總人數：48,577
- 1月12日：亞當·斯旺迪（英语：Adam Swandi），足球員
- 10月27日：Hannah Delisha，新加坡籍演員及歌手

## 逝世
死亡總人數：15,590
- 2月5日：林清祥，政治領袖、工會領導人（1933年出生）[40]
- 9月14日：E·J·H·科納（英语：E. J. H. Corner），植物學家、新加坡植物园助理園長（1906年出生）[41]
- 12月4日：阿爾伯特·魏森梅斯，經濟顧問（1910年出生）[42]